# Eccellenza Trentino-Alto Adige 2002-2003
Il campionato di Eccellenza regionale 2002-2003 è stato il dodicesimo organizzato in Italia. Rappresenta il sesto livello del calcio italiano.
Questi sono i gironi organizzati dal comitato regionale della regione Trentino-Alto Adige, ove il campionato è anche noto con il nome tedesco di Oberliga (letteralmente "lega superiore").

## Squadre partecipanti
| Squadra                       | Città                       |
| ----------------------------- | --------------------------- |
| U.S.D. Alense Vivaldi         | Ala (TN)                    |
| U.S. Arco                     | Arco (TN)                   |
| U.S. Borgo                    | Borgo Valsugana (TN)        |
| F.C. Bozen 1996               | Bolzano                     |
| S.S.V. Brixen                 | Bressanone (BZ)             |
| U.S. Comano Terme e Fiavè     | Ponte Arche (TN)            |
| S.S. Condinesettaurense       | Storo (TN)                  |
| A.F.C. Eppan                  | Appiano (BZ)                |
| U.S. Mori Santo Stefano       | Mori (TN)                   |
| S.V. Natz                     | Naz (BZ)                    |
| U.S. Porfido Albiano          | Albiano (TN)                |
| U.S. Rovereto                 | Rovereto (TN)               |
| S.V. Salurn Raiffeisen        | Salorno (BZ)                |
| S.C. Sport Club Sankt Georgen | San Giorgio di Brunico (BZ) |
| F.C. Sankt Pauls              | San Paolo di Appiano (BZ)   |
| S.V. Tramin                   | Termeno (BZ)                |

## Classifica finale
|  | Pos. | Squadra            | Pt | G  | V  | N  | P  | GF | GS | DR  |
|  | ---- | ------------------ | -- | -- | -- | -- | -- | -- | -- | --- |
|  | 1.   | Bozen              | 58 | 30 | 17 | 7  | 6  | 40 | 17 | +23 |
|  | 2.   | Porfido Albiano    | 51 | 30 | 14 | 9  | 7  | 42 | 26 | +16 |
|  | 3.   | Brixen             | 51 | 30 | 14 | 9  | 7  | 41 | 35 | +6  |
|  | 4.   | Mori S.Stefano     | 48 | 30 | 13 | 9  | 8  | 55 | 37 | +18 |
|  | 5.   | Comano Terme Fiavè | 44 | 30 | 11 | 11 | 8  | 50 | 32 | +18 |
|  | 6.   | St. Georgen        | 44 | 30 | 12 | 8  | 10 | 44 | 43 | +1  |
|  | 7.   | Arco               | 43 | 30 | 11 | 10 | 9  | 43 | 29 | +14 |
|  | 8.   | Alense             | 43 | 30 | 12 | 7  | 11 | 42 | 43 | -1  |
|  | 9.   | Tramin             | 43 | 30 | 12 | 7  | 11 | 26 | 36 | -10 |
|  | 10.  | Natz               | 39 | 30 | 10 | 9  | 11 | 43 | 43 | 0   |
|  | 11.  | St. Pauls          | 37 | 30 | 10 | 7  | 13 | 31 | 44 | -13 |
|  | 12.  | Condinesettaurense | 36 | 30 | 10 | 6  | 14 | 38 | 55 | -17 |
|  | 13.  | Salurn             | 35 | 30 | 9  | 8  | 13 | 34 | 36 | -2  |
|  | 14.  | Rovereto           | 33 | 30 | 8  | 9  | 13 | 32 | 42 | -10 |
|  | 15.  | Borgo              | 32 | 30 | 7  | 11 | 12 | 29 | 39 | -10 |
|  | 16.  | Eppan              | 15 | 30 | 2  | 9  | 19 | 18 | 51 | -33 |

## Verdetti finali
- Bozen promosso in Serie D 2003-2004.
- Rovereto, Borgo e Eppan retrocedono in Promozione 2003-2004.